# Copa América 2020 de gimnasia artística
La Copa América 2020 fue parte del circuito de la Copa del Mundo de gimnasia artística. Fue la única ayuda integral de la Copa del Mundo en 2020, ya que las otras fueron canceladas debido a la pandemia mundial de COVID-19.

## Antecedentes
Originalmente, la Copa América iba a ser la primera de las cuatro Copas Mundiales que se utilizarían como una forma para que los países calificaran una plaza olímpica adicional para los Juegos Olímpicos de 2020. Sin embargo, debido a la pandemia de COVID-19, las Copas Mundiales restantes en Birmingham, Stuttgart y Tokio se pospusieron originalmente hasta 2021 después de la postergación de los Juegos Olímpicos de Verano de 2020. Sin embargo, en 2021, las Copas del Mundo se cancelaron oficialmente y las plazas olímpicas se otorgaron a los tres mejores países desde la clasificación durante el Campeonato Mundial de Gimnasia Artística de 2019. En el caso de la gimnasia artística masculina, esto fue Rusia, China y Japón; para las mujeres fue Estados Unidos, China y Rusia.

## Participantes
A los 12 mejores equipos del Campeonato Mundial de 2019 se les permitió enviar un competidor para la gimnasia artística femenina. Los Países Bajos y Bélgica optaron por no enviar un competidor, por lo que los equipos clasificados 13 y 14, Australia y Ucrania, pudieron hacerlo. Los atletas de Rusia se retiraron en el último minuto; por lo tanto, no se pudo seleccionar a los atletas de reemplazo.
| NOC                    | Mujeres (WAG)     | Hombres(MAG)    |
| ---------------------- | ----------------- | --------------- |
| Estados Unidos         | Morgan Hurd       | Sam Mikulak     |
| Estados Unidos Comodín | Kayla DiCello     | Shane Wiskus    |
| Australia              | Georgia Godwin    |                 |
| Brasil                 |                   | Diogo Soares    |
| Canadá                 | Ellie Black       | René Cournoyer  |
| China                  | Zhang Jin         | Hu Xuwei        |
| Francia                | Lorette Charpy    |                 |
| Alemania               | Sarah Voss        | Andreas Toba    |
| Reino Unido            | Jennifer Gadirova | James Hall      |
| Italia                 | Giorgia Villa     |                 |
| Japón                  | Hitomi Hatakeda   | Daiki Hashimoto |
| España                 | Alba Petisco      | Nestor Abad     |
| Suiza                  |                   | Pablo Brägger   |
| República de China     |                   | Lee Chih-kai    |
| Ucrania                | Diana Varinska    | Oleg Vernyayev  |
| Rusia                  | Lilia Akhaimova   | Nikita Nagornyy |

### Resultados
Las clasificaciones finales fueron las siguientes:

#### Mujeres
| Medalla de oro    | Morgan Hurd\|USA       | 14.333 | 14.100 | 13.733 | 13.666 | 55.832 |
| Medalla de plata  | Kayla DiCello\|USA     | 14.533 | 13.733 | 13.466 | 13.400 | 55.132 |
| Medalla de bronce | Hitomi Hatakeda\|JPN   | 13.600 | 13.866 | 13.400 | 12.933 | 53.799 |
| 4                 | Jennifer Gadirova\|GBR | 14.566 | 11.366 | 13.933 | 13.700 | 53.565 |
| 5                 | Ellie Black\|CAN       | 13.733 | 13.800 | 13.166 | 12.600 | 53.299 |
| 6                 | Georgia Godwin\|AUS    | 13.666 | 13.100 | 13.233 | 11.700 | 51.699 |
| 7                 | Giorgia Villa\|ITA     | 14.300 | 12.766 | 12.533 | 11.933 | 51.532 |
| 8                 | Lorette Charpy\|FRA    | 13.433 | 13.500 | 12.733 | 11.266 | 50.932 |
| 9                 | Zhang Jin\|CHN         | 14.133 | 10.333 | 14.133 | 12.033 | 50.632 |
| 10                | Diana Varinska\|UKR    | 13.500 | 11.100 | 13.133 | 12.700 | 50.433 |
| 11                | Sarah Voss\|GER        | 12.333 | 13.466 | 12.933 | 11.600 | 50.332 |
| 12                | Alba Petisco\|ESP      | 13.400 | 11.833 | 12.433 | 11.433 | 49.099 |

#### Hombres
| Medalla de oro    | Sam Mikulak\|USA     | 14.333 | 13.800 | 14.100 | 14.400 | 14.666 | 14.033 | 85.332 |
| Medalla de plata  | Oleg Vernyayev\|UKR  | 12.766 | 14.533 | 14.133 | 14.800 | 13.966 | 12.866 | 83.064 |
| Medalla de bronce | James Hall\|GBR      | 13.966 | 14.000 | 14.133 | 14.300 | 14.200 | 12.400 | 82.999 |
| 4                 | Shane Wiskus\|USA    | 14.033 | 13.433 | 13.866 | 14.366 | 13.366 | 13.733 | 82.797 |
| 5                 | Daiki Hashimoto\|JPN | 13.666 | 13.400 | 13.900 | 13.500 | 14.066 | 14.225 | 82.757 |
| 6                 | Pablo Brägger\|SUI   | 13.966 | 12.933 | 13.566 | 13.933 | 13.900 | 14.141 | 82.439 |
| 7                 | Diogo Soares\|BRA    | 13.633 | 13.100 | 13.233 | 13.966 | 13.766 | 13.600 | 81.298 |
| 8                 | Lee Chih-kai\|TPE    | 13.166 | 13.941 | 13.066 | 13.200 | 13.900 | 13.333 | 80.606 |
| 9                 | Nestor Abad\|ESP     | 13.366 | 12.700 | 13.766 | 13.883 | 13.033 | 13.833 | 80.581 |
| 10                | René Cournoyer\|CAN  | 13.633 | 11.733 | 13.200 | 14.033 | 13.466 | 12.233 | 78.298 |
| 11                | Hu Xuwei\|CHN        | 13.700 | 12.066 | 13.733 | 12.300 | 11.900 | 14.000 | 77.699 |
| 12                | Andreas Toba\|GER    | 11.766 | 13.266 | 13.633 | 13.766 | 13.566 | 11.133 | 77.130 |

## Copa Nastia Liukin
La 11ª edición anual de la Copa Nastia Liukin se celebró junto con la Copa Americana 2020. Desde su creación en 2010, siempre se ha celebrado el viernes por la noche en la misma arena, antes de la Copa América. 

## Ganadores de medalla
| Evento | Oro            | Plata           | Bronce           |
| ------ | -------------- | --------------- | ---------------- |
| Senior |                |                 |                  |
| Total  | Haleigh Bryant | Jacey Vore      | Andrea Li        |
| Junior |                |                 |                  |
| Total  | Kiley Rorich   | Alexia Mouyenga | Rachel Wilkening |

### Competidoras notables
Las ex gimnastas de élite y competidoras del Trofeo Ciudad de Jesolo 2017 Olivia Dunne y Gabby Perea compitieron en la Copa Nastia Liukin 2020.